# Virginia del Poitou
Virginia del Poitou (fl. V secolo) è stata una santa francese.

## Biografia
Santa Virginia del Poitou, venerata come santa vergine dalla Chiesa cattolica, fu forse una pastorella della provincia di Poitou-Charentes vittima delle persecuzioni anticristiane. Della sua esistenza tuttavia non esistono fonti storiche e le uniche notizie derivano da leggende tramandate dalla tradizione devozionale popolare.
Le sue reliquie andarono disperse nel 1793, durante la Rivoluzione francese. 
Viene commemorata  il 7 gennaio; è la santa patrona di Sainte-Verge, nel dipartimento del Deux-Sèvres, nella regione di Poitou-Charentes, in Francia.